# جائزة ماليزيا الكبرى 2012
جائزة ماليزيا الكبرى 2012 هو سباق فورمولا 1 أقيم بتاريخ 25 مارس 2012 في حلبة سيبانغ الدولية، سلاغور، ماليزيا. كان الثاني من أصل 20 في بطولة العالم لسباقات الفورمولا واحد موسم 2012. حلّ الإسباني فرناندو ألونسو أولا بينما جاء المكسيكي سيرجيو بيريز في المركز الثاني وحصل على المركز الثالث البريطاني لويس هاملتون.